# 디지털 자료실 지원센터
디지털 자료실 지원센터(Digital Library System, 간단히 DLS)은 대한민국에서 교육청 단위에 설치되고 학교단위로 운영되는 표준화된 학교도서관 정보시스템(업무지원시스템)이다. 또한, 시∙도교육청 관내 개별학교 도서관의 도서업무(수서, 정리, 대출/반납 등)를 자동화하고, 웹 기반의 독서지원 기능(독서교육정보제공, 독서 후 표현활동 등)을 통합적으로 서비스하는 체계이다.
이 시스템을 통하여 독서교육종합지원시스템에서 학생들의 독후활동이 가능하다.

## 기능
DLS는 각급 학교도서관의 업무처리과정을 하나의 시스템으로 통합하여 업무간 연동이 자유롭게 이루어지도록 하였다. 특히 DLS는 도서관리 기능뿐만 아니라, 학교 교과과정과 관련된 권장 도서자료 목록을 포함한 다양한 독서관련 콘텐츠를 제공하고 있다. 이를 활용하여 하나의 관리체제에서 도서관이 가지고 있는 모든 자료의 통합관리와 폭넓은 독서지도가 가능하다.

## 역할
디지털자료실은 단순히 도서에 대한 정보를 전산화하여 운영하는 것이 아니라 교수∙학습 활동의 일부를 포함하고 있는 학교 단위의‘교수∙학습정보센터’로써 이해할 수 있다.
업무 지원
- 학교도서관 업무를 지원한다.
  - 도서구입, 목록정리, 자료검색, 대출반납, 통계처리 업무 등을 시스템을 통해 통합 처리한다.
  - 교육청에 구축된 종합목록을 이용함으로써 목록 구축의 중복문제를 해결한다.
- 각종 교육정보를 서로 연계하여 활용할 수 있다.
  - 개별 학교의 목록이 교육청 단위에서 종합적으로 구축되므로 다른 학교나 공공도서관의 소장정보를 통합적으로 검색 가능하다.

이용자 지원
- 독서교육 지원정보와 서비스를 제공한다.
  - 교과별 관련 도서목록과 전문가에 의한 독서교육정보, 독서지도를 제공한다.

## 기존 도서관과의 비교
다음과 같이 디지털 자료실은 기존의 도서관과 다른 특징이 있다.
| 구 분                | 기존 학교단위 도서관 관리 프로그램                                           | 디지털자료실 지원센터 |
| -------------------- | ---------------------------------------------------------------------------- | --- |
| 운영 프로그램        | 개별학교마다 프로그램을 설치하여 운영하는 Stand Alone 방식(학교에 설치∙운영) | 교육청 단위에 호스팅 서버를 설치하여 네트워크/웹브라우저로 운영하는 AHS(Application Hosting Service) 방식 (시도에 설치∙운영) |
| 관리자료 형태        | 도서중심                                                                     | 도서, 비도서, 온라인 정보 통합                                                                                               |
| 서비스               | 대출/반납 서비스                                                             | 대출/반납, 독서교육, 외부 기관 통합검색 등                                                                                   |
| 목록형태             | 책제목, 출판사, 저자, 출판년도 등 단순 서지정보 제공                         | 서지정보와 교과연계 정보 제공 (전문가에 의한 교과, 단원, 학습주제별 활용 서지정보 제공)                                      |
| 프로그램 운영자 교육 | 학교마다 다른 프로그램(100여종)을 운영하고 있어 운영자 교육이 어려움         | 다수의 학교가 동일한 프로그램을 사용함으로써 운영자 교육이 용이함                                                            |
| 공동활용             | 표준화 및 호환성 미비로 지역의 공공도서관, 국립도서관 등과 공동활용 불가능   | 표준형식에 의한 종합목록 구축으로 지역의 공공도서관, 중앙도서관 등과 공동 활용 수월                                          |
| 원문정보 활용        | 교육청 단위에서 모든 학교에 독서교육 관련자료 등 원문정보 제공 불가능        | 교육청 단위에서 모든 학교에 독서교육, 학습사전, e-Book 등 관련자료 제공 수월                                                 |
| 시스템 관리자        | 학교마다 시스템 관리자가 필요                                                | 시스템 관리자는 교육청 센터에만 필요                                                                                         |
| 유지보수             | 학교 프로그램마다 유지보수 필요                                              | 교육청 센터 프로그램만 유지보수 필요                                                                                         |

## 같이 보기
- 전자 도서관
- 한국교육학술정보원
- 독서교육종합지원시스템